# موریلو (تولیما)
موریلو (انگلیسی: Murillo, Tolima) نام یک منطقه مسکونی در کلمبیا است.